# Харитоново (Сольвычегодское городское поселение)
Харитоново — посёлок в Котласском районе Архангельской области, входит в состав муниципального образования «Сольвычегодское».

## Географическое положение
Посёлок расположен в 42 км на восток от Сольвычегодска, на правом берегу Вычегды. В Харитоново можно доехать из Коряжмы или Котласа через реку Вычегду. Обычно зимой и летом ставят понтоны. В посёлке берет начало Нюбская узкоколейная железная дорога (по состоянию на 2006 год — действующая) Нюбского леспромхоза. В 61 км на северо-восток железнодорожная станция Котлас.

## История
В состав рабочего поселка территориально вошли Харитоновская деревня (по одной из версий основанная московскими купцами Харитоновыми), поселок Сплавная, деревни Тесовицы, Черемушки.
С 1938 года по 1958 год посёлок Харитоново входил в состав Новиковского сельсовета Сольвычегодского района Архангельской области. С 1963 по 2005 посёлок Харитоново имел статус посёлка городского типа, после — центр Харитоновского сельсовета (сельской администрации), с 2006 года — в составе муниципального образования «Сольвычегодское».

## Население
| 1970 | 1979  | 1989  | 2002  | 2010  | 2012  |
| ---- | ----- | ----- | ----- | ----- | ----- |
| 4401 | ↘4383 | ↘2152 | ↘1457 | ↘1202 | ↗1419 |

## Экономика
В посёлке расположены средняя общеобразовательная школа, дошкольное образовательное учреждение, библиотека, пожарная часть, лесозаготовительное структурное подразделение филиала ОАО Группа «Илим» в г. Коряжме, ряд частных лесопильных производств, предприятия розничной торговли, аэродром (недействующий).